# Капитуляция

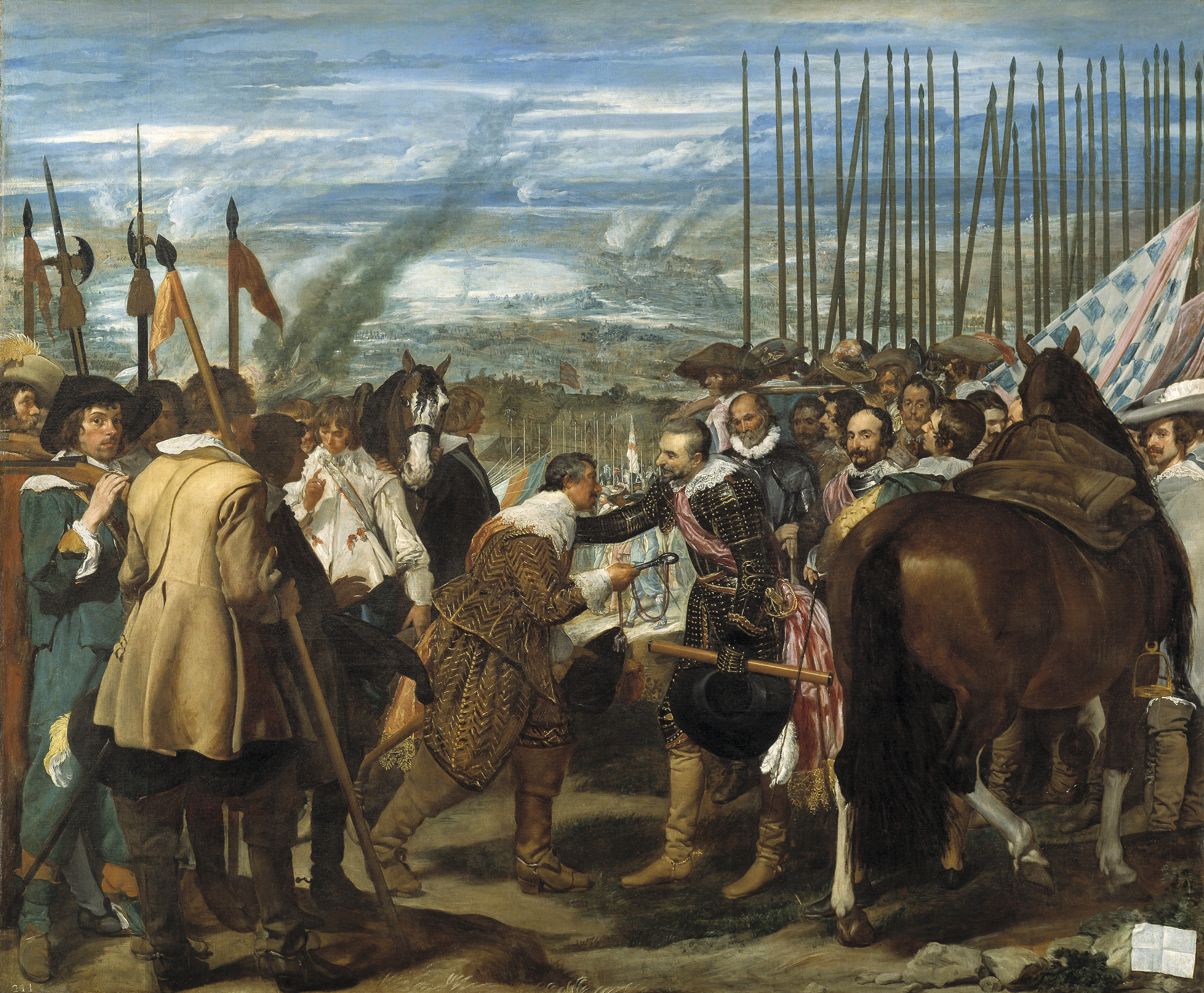
«Сдача Бреды», картина Диего Веласкеса

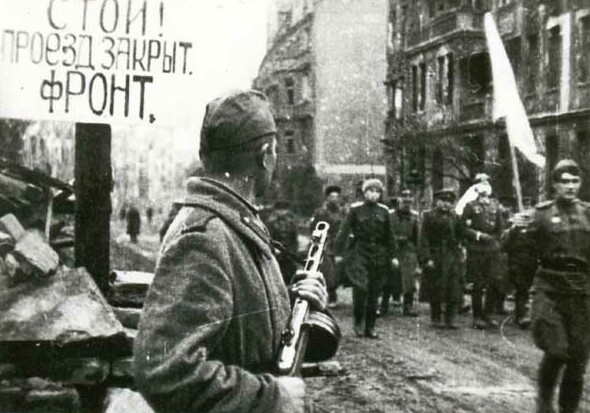
Немецкие парламентёры под белым флагом направляются договариваться о капитуляции Бреслау

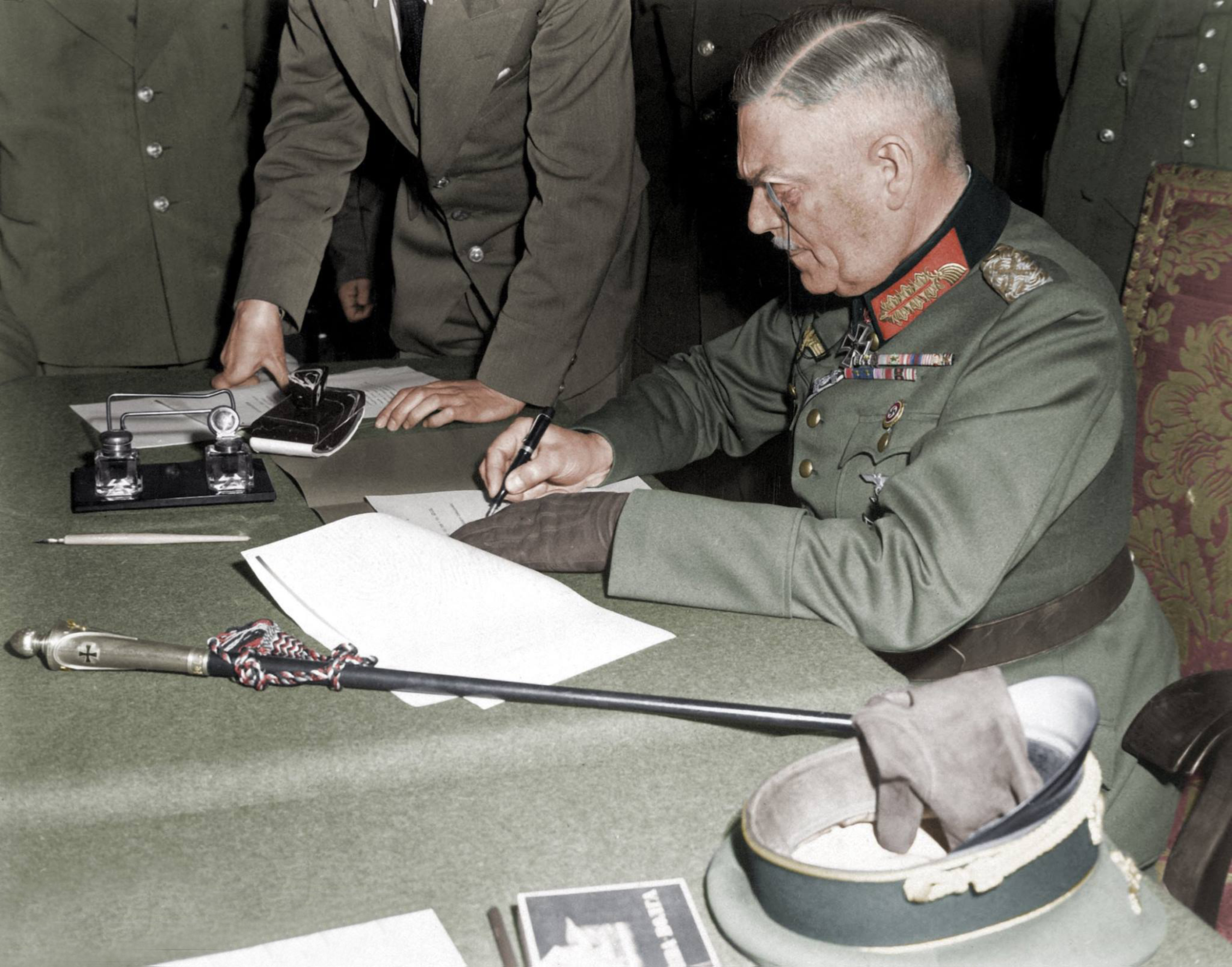
Генерал-фельдмаршал Вильгельм Кейтель подписывает акт о безоговорочной капитуляции германских вооружённых сил в штабе 5-й ударной армии в Карлсхорсте, Берлин

Капитуляция (нем. Kapitulation) — договор о прекращении вооружённой борьбы между противостоящими силами. В международном праве — прекращение вооружённой борьбы и сдача вооружённых сил одного из воюющих государств.
Гаагская конвенция о законах и обычаях сухопутной войны 1907 года регулирует порядок переговорного процесса предшествующего капитуляции. О желании капитулировать противник сообщает путём направления своего переговорщика с белым флагом. Согласно статье 32 Конвенции «Парламентёром считается лицо, уполномоченное одной из воюющих сторон вступить в переговоры с другою и являющееся с белым флагом». Физическое его уничтожение, а также издевательство над ним недопустимо.

Безоговорочная капитуляция (англ. unconditional surrender, US) — повсеместное прекращение военных действий, разоружение и сдача всех вооружённых сил капитулирующего государства без каких бы то ни было условий.
Государство лишается суверенитета, его территория оккупируется (при этом границы и территория государства могут быть изменены волей победителя), верховная власть осуществляется специально назначенными лицами от имени победившего государства (или коалиции государств). При этом победители (победитель) определяют будущее политическое урегулирование, вырабатывают конкретные санкции, виды и формы политической и материальной ответственности побеждённого государства, решают вопрос о привлечении к уголовной ответственности главных военных преступников. Побеждённое государство не имеет права отклонять или не выполнять условия безоговорочной капитуляции ни в момент капитуляции, ни после неё.

## История
В XVII и XVIII веках существовало воззрение, по которому не всякая капитуляция крепости позорна; капитуляция считалась честной, когда сдавшие крепость войска выговаривали право беспрепятственно выйти из крепости с оружием в руках, со знамёнами, обозами и всеми боевыми припасами, после того, как в крепостной стене пробита удобопроходимая брешь. При этом капитуляция войск в поле всегда признавалась недопустимой.
В Воинском Артикуле Петра I, признающем капитуляцию крепости деянием позорным, караемым тяжким наказанием, в артикуле 123, указывалось:
Притчины, которых ради комендант, офицеры и солдаты извинены быть могут, когда крепость здастся, суть следующия: (1) Крайней голод, когда ничего не будет, чем человек питатися может, имея наперед всевозможную в пище бережность, (2) Когда аммуниции ничего не останется, которая також со всякою бережью трачена; (3) Когда людей так убудет, что оборонитися весьма не в состоянии будут (а во всю осаду оборонялися храбро) сикурсу получить не могут, и что крепости уже по всем видам удержать будет невозможно; (4) Однакож сии пункты суть тем, кои особливого указа не имеют. А которые имеют указ до последняго человека оборонятися, то никакой нужды ради не капитулировать с неприятелем, и крепости не отдавать.
В литературе неоднократно возбуждался вопрос, можно ли вообще капитулировать, и даже делались попытки вывести разного рода правила для заключения капитуляции, как бы обязательные для воюющих сторон; фактически условия капитуляции зависят исключительно от усмотрения победителя, и в известных благоприятных случаях победивший никаких условий побеждённого не принимает, требуя безусловной сдачи.
Понятие безоговорочной капитуляции было введено во время Гражданской войны в США военачальником северян Улиссом Грантом, который 16 февраля 1862 года отправил следующие условия начальнику гарнизона осаждённого форта южан Дональдсон генералу Симону Боливару Бакнеру: «Не может быть принято никаких условий, кроме безоговорочной и немедленной капитуляции». «Безоговорочная капитуляция» стала прозвищем Гранта, так как его инициалы US совпадали с этой аббревиатурой. Кроме того, это сокращение от «United States».
Концепция безоговорочной капитуляции была возрождена президентом США Ф. Д. Рузвельтом и выдвинута на конференции в Касабланке (без участия Советского Союза) в 1943 году специально для того, чтобы лишить Германию и Японию каких бы то ни было прав в случае их поражения во Второй мировой войне и отдать их население и имущество целиком на усмотрение победителей, что, как известно, и произошло после разгрома вооружённых сил Германии и Японии в 1945 году.

## Примеры
- Вилагошская капитуляция
- Капитуляция Франции
- Капитуляция у Переволочны
- Байленская капитуляция